# Von Somm (Werft)

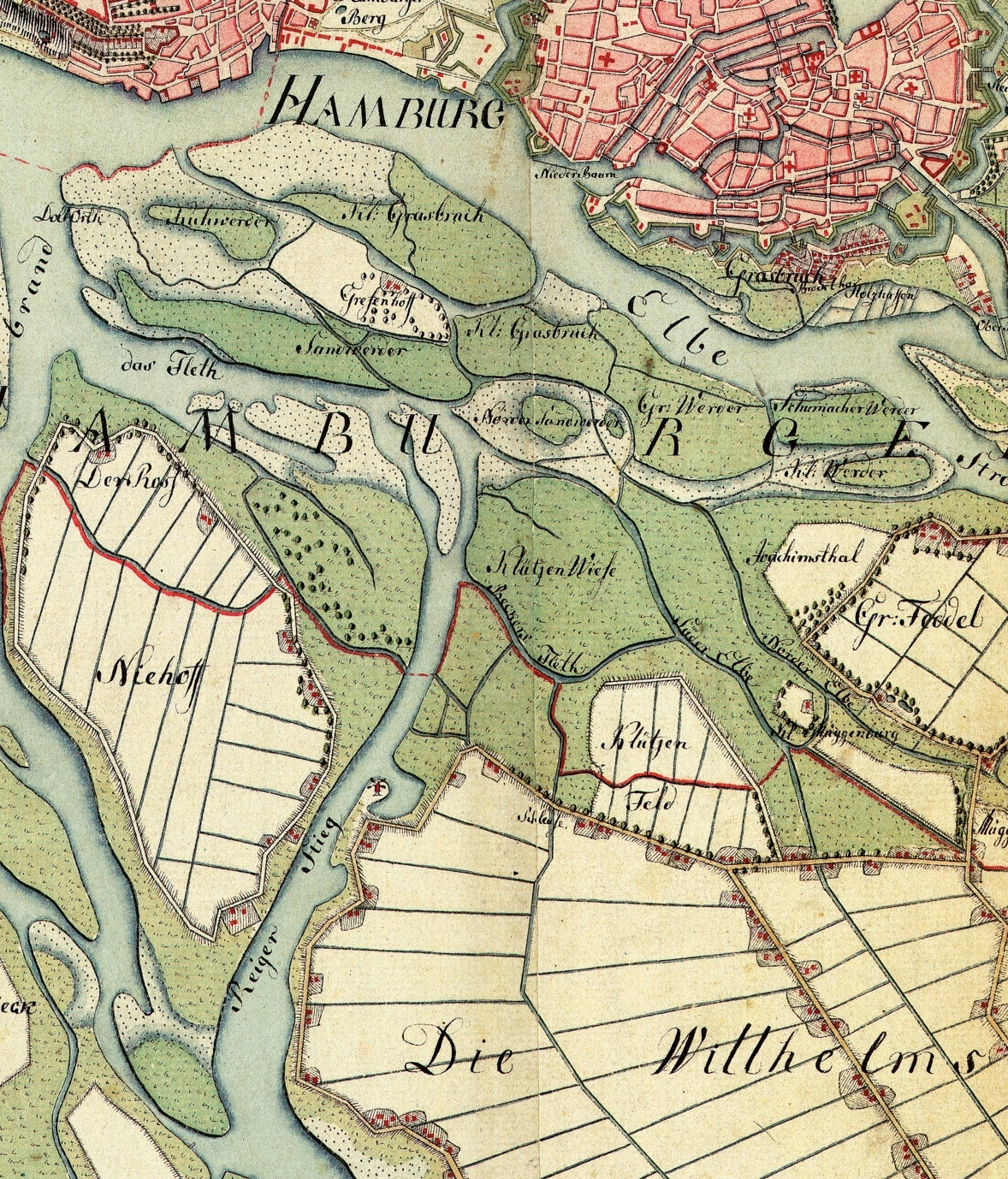
Hamburg um 1800, Großer Grasbrook oben rechts noch als Grünland

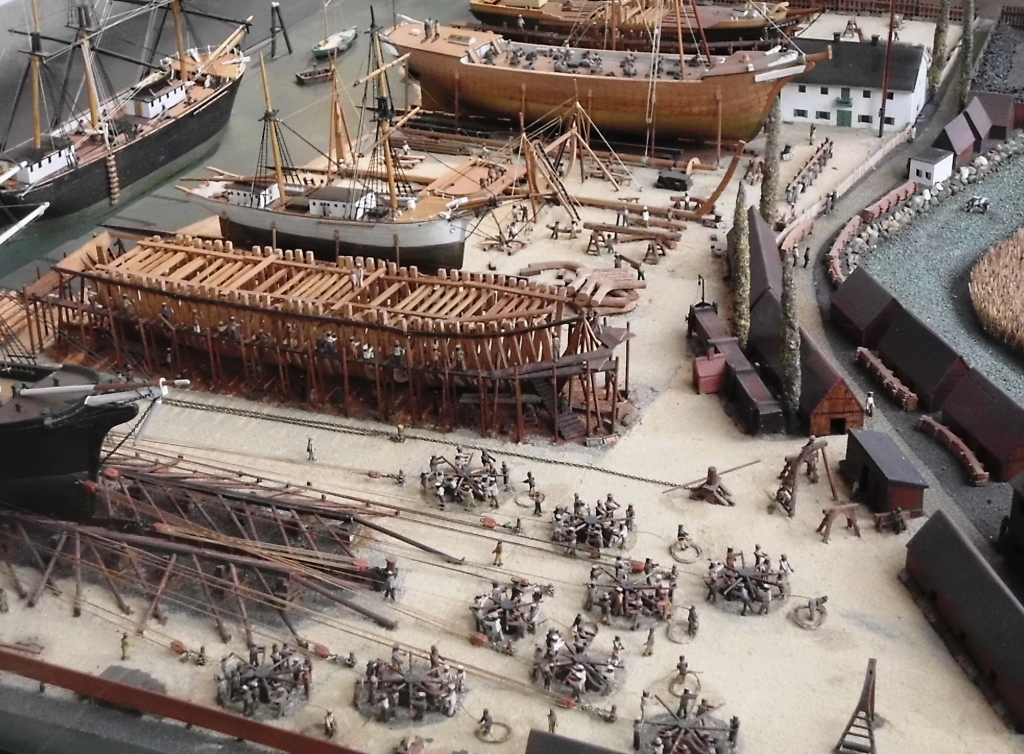
Modell der Schiffswerft von Somm 1848 in Hamburg, das 2. Schiff von oben ist die Deutschland, das erste Schiff der Hapag (Museum für Hamburgische Geschichte)

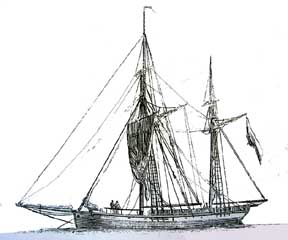
Galiot

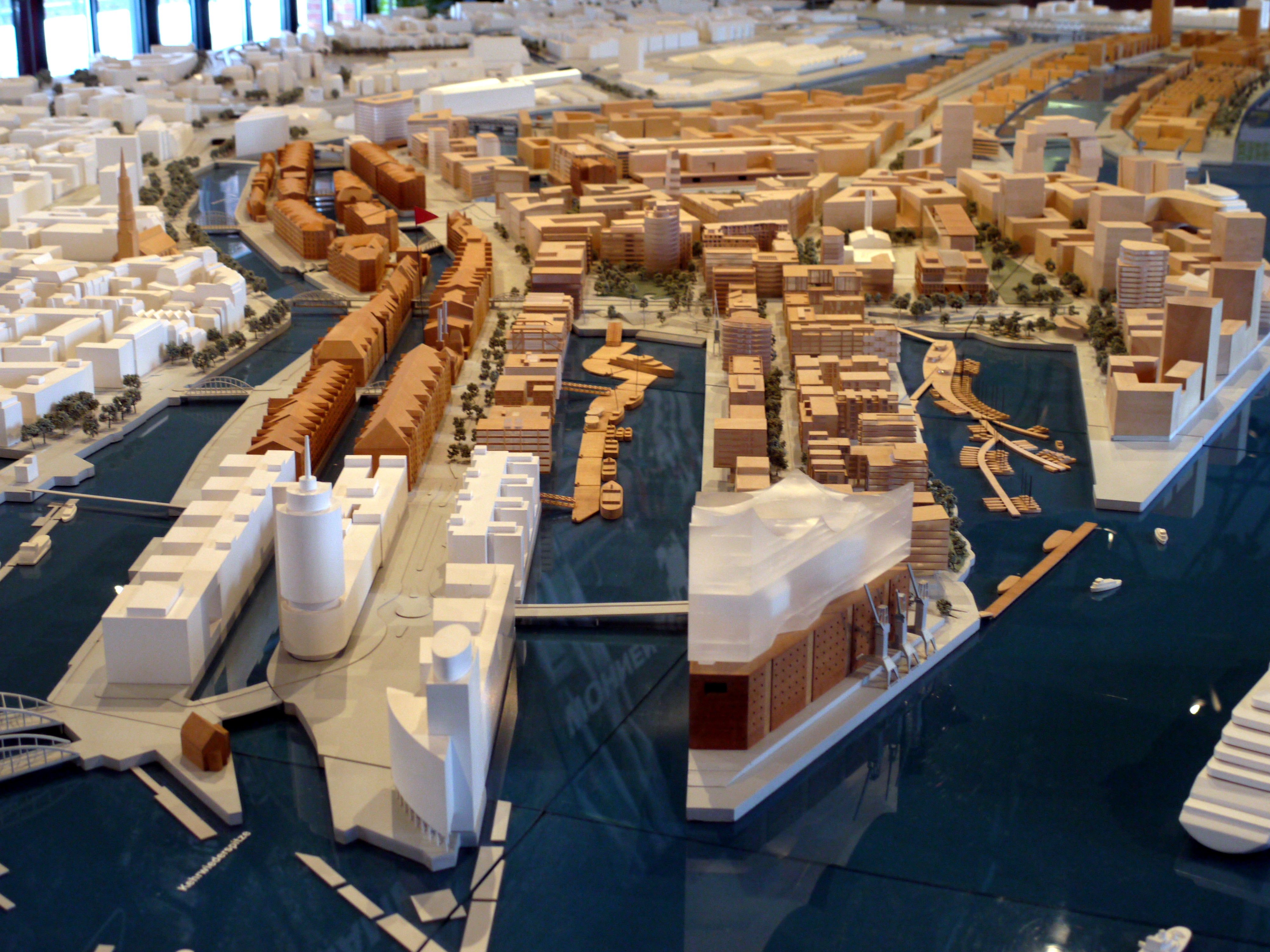
Modell Hafencity, Großer Grasbrook ganz rechts

Die Werft Von Somm (auch Somm’sche Werft oder Von Somm’sche Werft) war eine Werft in Hamburg. Jacob Michel von Somm gründete 1794 eine Werft auf dem Großen Grasbrook, die von seinem Sohn Johann Heinrich von Somm 1803 übernommen wurde.

## Gründung (1794)
J. M. von Somm gründete 1794 eine Werft auf dem Großen Grasbrook und baute in den zehn Jahren, in denen er die Werft führte, vorwiegend Barken, Galioten und Schoner mit 70 bis 160 Lasten.

## Johann Heinrich von Somm (1803–1852)
In den folgenden 50 Jahren wurden dann von seinem Sohn Johann Heinrich von Somm ebenfalls vorwiegend Segelschiffe gebaut, jedoch wurde 1836 mit der Patriot einer der ersten Hamburger Raddampfer und auch mehrere Feuerschiffe gebaut. 1858 musste die Werft aufgegeben werden, um Platz für die Hafenerweiterung zu schaffen. Heute entsteht dort mit der Hafencity ein bedeutendes und modernes Geschäfts- und Wohnviertel.

## Bedeutende Schiffe
Feuerschiff Jacob-Hinrich (1826)
1826 entstand auf der Somm’schen Werft das 27 Meter lange hölzerne Leuchtschiff Jacob-Hinrich, den Namen verdankte es dem verdienten Lotsenkapitän Jacob-Hinrich Benöhr. Die Jacob-Hinrich wurde mit einer Besatzungsstärke von zehn Personen als drittes Feuerschiff mit dem Namen Elbe 1 von 1826 bis 1845 eingesetzt. Danach fand es als Elbe 3 Verwendung und wurde 1901 zum Abwracken verkauft. Feuerschiffe wurden zu dieser Zeit als Leuchtschiff bezeichnet.
Feuerschiff Caspar (1845)
Das Feuerschiff Caspar wurde 1845 gebaut und erhielt seinen Namen von Caspar Hartung, einem Hamburger Senator. Es löste als vierte Elbe 1 das Feuerschiff Jacob-Hinrich ab. Anschließend tat es Dienst als Elbe 2 und Elbe 4.
Deutschland (1847)
Am 15. Oktober 1848 lieferte die Somm’sche Werft mit der Deutschland das erste Schiff der HAPAG ab. Das Vollschiff mit 40 Metern Länge und 9,5 Metern Breite hatte 239 Lasten und war mit 538 BRT vermessen. Neben dem Frachtraum gab es Platz für 20 Kajütpassagiere und 200 Auswanderer im Zwischendeck. Mit der Deutschland begann die HAPAG 1848 den Liniendienst zwischen Hamburg und New York. Sie ist 1857 im Atlantik gesunken.
Rhein (1848, 1849)
Die Rhein, das dritte Schiff der HAPAG, war mit 450 BRT vermessen und wurde ebenfalls von der Somm’schen Werft abgeliefert. Die Rhein kenterte, als sie Mitte November 1848 zu Wasser gelassen wurde. Dabei verloren zwei Menschen ihr Leben. Sie trat daher erst im Frühjahr 1849 ihren Dienst an. Sie wurde 1858 an Wencke in Hamburg verkauft.